# Tomáš Pospíchal
Tomáš Pospíchal (Pudlov, 26 giugno 1936 – Praga, 21 ottobre 2003) è stato un calciatore e allenatore di calcio cecoslovacco, di ruolo attaccante.
Da calciatore vince un campionato cecoslovacco con lo Sparta Praga (1967). Da manager coglie il primo successo nella coppa nazionale nella storia del Baník OKD Ostrava (1973) e il primo campionato per il Bohemians ČKD Praga, ottenuto nel 1983, dopo tre terzi posti consecutivi tra il 1980 e il 1982. Ha guidato anche Škoda Pilsen, Slavia Praga e il Bohemians ĊKD Praga per dieci anni consecutivi, se si esclude una breve parentesi tra luglio e ottobre 1983 durante la quale era stato sostituito da Jiří Rubáš. In seguito all'esonero di quest'ultimo, è richiamato sulla panchina del club praghese.

## Statistiche d'allenatore
In grassetto le competizioni vinte.
| Stagione                   | Squadra                    | Campionato                 | Campionato | Campionato | Campionato | Campionato | Coppe nazionali | Coppe nazionali | Coppe nazionali | Coppe nazionali | Coppe nazionali | Coppe continentali | Coppe continentali | Coppe continentali | Coppe continentali | Coppe continentali | Altre coppe | Altre coppe | Altre coppe | Altre coppe | Altre coppe | Totale | Totale | Totale | Totale | Vittorie % | Piazzamento |
| Stagione                   | Squadra                    | Comp                       | G          | V          | N          | P          | Comp            | G               | V               | N               | P               | Comp               | G                  | V                  | N                  | P                  | Comp        | G           | V           | N           | P           | G      | V      | N      | P      | %          | Piazzamento |
| -------------------------- | -------------------------- | -------------------------- | ---------- | ---------- | ---------- | ---------- | --------------- | --------------- | --------------- | --------------- | --------------- | ------------------ | ------------------ | ------------------ | ------------------ | ------------------ | ----------- | ----------- | ----------- | ----------- | ----------- | ------ | ------ | ------ | ------ | ---------- | ----------- |
| 1972-1973                  | Baník Ostrava OKD          | IL                         | 30         | 11         | 8          | 11         | CP0             | 4+              | 2+              | 0+              | 2+              | -                  | -                  | -                  | -                  | -                  | -           | -           | -           | -           | -           | 34     | 13     | 8      | 13     | 38,24      | 7º          |
| 1973-1974                  | Baník Ostrava OKD          | IL                         | 30         | 14         | 6          | 10         | -               | -               | -               | -               | -               | -                  | -                  | -                  | -                  | -                  | -           | -           | -           | -           | -           | 30     | 11     | 6      | 13     | 36,67      | 4º          |
| 1974-1975                  | Baník Ostrava OKD          | IL                         | 30         | 9          | 9          | 12         | CP              | 2+              | 0+              | 0+              | 2+              | CU                 | 8                  | 4                  | 1                  | 3                  | -           | -           | -           | -           | -           | 40     | 13     | 10     | 17     | 32,50      | 13º         |
| Totale Baník Ostrava OKD   | Totale Baník Ostrava OKD   | Totale Baník Ostrava OKD   | 90         | 34         | 23         | 33         |                 | 6+              | 2+              | 0+              | 4+              |                    | 8                  | 4                  | 1                  | 3                  |             | -           | -           | -           | -           | 104    | 40     | 24     | 40     | 38,46      |             |
| 1975-1976                  | Škoda Plzeň                | IL                         | 30         | 10         | 7          | 13         | -               | -               | -               | -               | -               | -                  | -                  | -                  | -                  | -                  | -           | -           | -           | -           | -           | 30     | 10     | 7      | 13     | 33,33      | 13º         |
| 1976-1977                  | Škoda Plzeň                | IL                         | 30         | 11         | 9          | 10         | -               | -               | -               | -               | -               | -                  | -                  | -                  | -                  | -                  | -           | -           | -           | -           | -           | 30     | 11     | 9      | 10     | 36,67      | 6º          |
| Totale Škoda Plzeň         | Totale Škoda Plzeň         | Totale Škoda Plzeň         | 60         | 21         | 16         | 23         |                 | -               | -               | -               | -               |                    | -                  | -                  | -                  | -                  |             | -           | -           | -           | -           | 60     | 21     | 16     | 23     | 35,00      |             |
| 1977-1978                  | Bohemians ČKD Praga        | IL                         | 30         | 12         | 8          | 10         | -               | -               | -               | -               | -               | -                  | -                  | -                  | -                  | -                  | -           | -           | -           | -           | -           | 30     | 12     | 8      | 10     | 40,00      | 6º          |
| 1978-1979                  | Bohemians ČKD Praga        | IL                         | 30         | 12         | 8          | 10         | -               | -               | -               | -               | -               | -                  | -                  | -                  | -                  | -                  | -           | -           | -           | -           | -           | 30     | 12     | 8      | 10     | 40,00      | 4º          |
| 1979-1980                  | Bohemians ČKD Praga        | IL                         | 30         | 13         | 8          | 9          | CP              | 2+              | 0+              | 1+              | 1+              | CU                 | 2                  | 0                  | 1                  | 1                  | -           | -           | -           | -           | -           | 34     | 13     | 10     | 11     | 38,24      | 3º          |
| 1980-1981                  | Bohemians ČKD Praga        | IL                         | 30         | 16         | 4          | 10         | CP              | 2+              | 1+              | 0+              | 1+              | CU                 | 4                  | 2                  | 0                  | 2                  | -           | -           | -           | -           | -           | 36     | 19     | 4      | 13     | 52,78      | 3º          |
| 1981-1982                  | Bohemians ČKD Praga        | IL                         | 30         | 15         | 8          | 7          | CP              | 2+              | 1+              | 1+              | 0+              | CU                 | 2                  | 0                  | 0                  | 2                  | -           | -           | -           | -           | -           | 34     | 16     | 9      | 9      | 47,06      | 3º          |
| 1982-1983                  | Bohemians ČKD Praga        | IL                         | 30         | 18         | 6          | 6          | CP              | 2+              | 0+              | 1+              | 1+              | CU                 | 10                 | 5                  | 3                  | 2                  | -           | -           | -           | -           | -           | 42     | 23     | 10     | 9      | 54,76      | 1º          |
| ott. 1983-1984             | Bohemians ČKD Praga        | IL                         | 20         | ?          | ?          | ?          | -               | -               | -               | -               | -               | CC                 | 4                  | 3                  | 0                  | 1                  | -           | -           | -           | -           | -           | 4      | 3      | 0      | 1      | 75,00      | 3º          |
| 1984-1985                  | Bohemians ČKD Praga        | IL                         | 30         | 17         | 9          | 4          | -               | -               | -               | -               | -               | CU                 | 6                  | 2                  | 2                  | 2                  | -           | -           | -           | -           | -           | 36     | 19     | 11     | 6      | 52,78      | 2º          |
| 1985-1986                  | Bohemians ČKD Praga        | IL                         | 30         | 12         | 10         | 8          | -               | -               | -               | -               | -               | CU                 | 4                  | 1                  | 0                  | 3                  | -           | -           | -           | -           | -           | 34     | 13     | 10     | 11     | 38,24      | 5º          |
| 1986-1987                  | Bohemians ČKD Praga        | IL                         | 30         | 13         | 9          | 8          | -               | -               | -               | -               | -               | CU                 | 2                  | 1                  | 0                  | 1                  | -           | -           | -           | -           | -           | 32     | 14     | 9      | 9      | 43,75      | 3º          |
| Totale Bohemians ČKD Praha | Totale Bohemians ČKD Praha | Totale Bohemians ČKD Praha | 290        | 128+       | 70+        | 92+        |                 | 8+              | 2+              | 3+              | 3+              |                    | 34                 | 14                 | 6                  | 14                 |             | -           | -           | -           | -           | 332    | 144    | 79     | 109    | 43,37      |             |
| 1987-1988                  | Slavia IPS Praga           | IL                         | 30         | 12         | 7          | 11         | -               | -               | -               | -               | -               | -                  | -                  | -                  | -                  | -                  | -           | -           | -           | -           | -           | 30     | 12     | 7      | 11     | 40,00      | 6º          |
| Totale carriera            | Totale carriera            | Totale carriera            | 470        | 195+       | 116+       | 139+       |                 | 14+             | 4+              | 3+              | 7+              |                    | 26                 | 13                 | 4                  | 9                  |             | -           | -           | -           | -           | 510    | 212    | 123    | 155    | 41,57      |             |

## Palmarès

### Giocatore
- Campionato cecoslovacco: 1

Sparta Praga: 1966-1967

### Allenatore
- Coppa di Cecoslovacchia: 1

Baník OKD Ostrava: 1972-1973
- Campionato cecoslovacco: 1

Bohemians ČKD Praga: 1982-1983